# ストークリー・カーマイケル
ストークリー・スタンフォード・チャーチル・カーマイケル（Stokely Standiford Churchill Carmichael, 1941年6月29日 - 1998年11月15日）は、アメリカの差別撤廃闘争の指導者。

## 経歴
トリニダード・トバゴトリニダード島ポートオブスペインにて出生。11歳でアメリカに移住したが、移住先のアメリカは当時人種差別が合法であり、自らが黒人だという理由で差別を受けたため、1960年から反人種差別を訴える学生運動を起こし、その後非暴力的直接行動がアメリカ南部各地で展開された。
1964年に公民権法が施行されたものの、一向に減らない人種差別に怒りを感じていたアフリカ系アメリカ人の若者たちから強い支持を受けて、1966年に学生非暴力調整委員会（Student Non-violent Coordinating Committee、略称SNCC、スニックと読む）第3代目議長になった。
同年6月に「ブラック・パワー」を提唱し、その行動は一部のアフリカ系アメリカ人から支持を受けた。一時期、ブラックパンサー党の主席になったが思想の不一致で離党した。
1969年にアメリカを離れて妻である歌手ミリアム・マケバとギニアに移住し、その際に名前を「クワメ・ツレ」に改名した。1998年にギニアの首都であるコナクリで死去した。